# むかわ町鵡川厚生病院

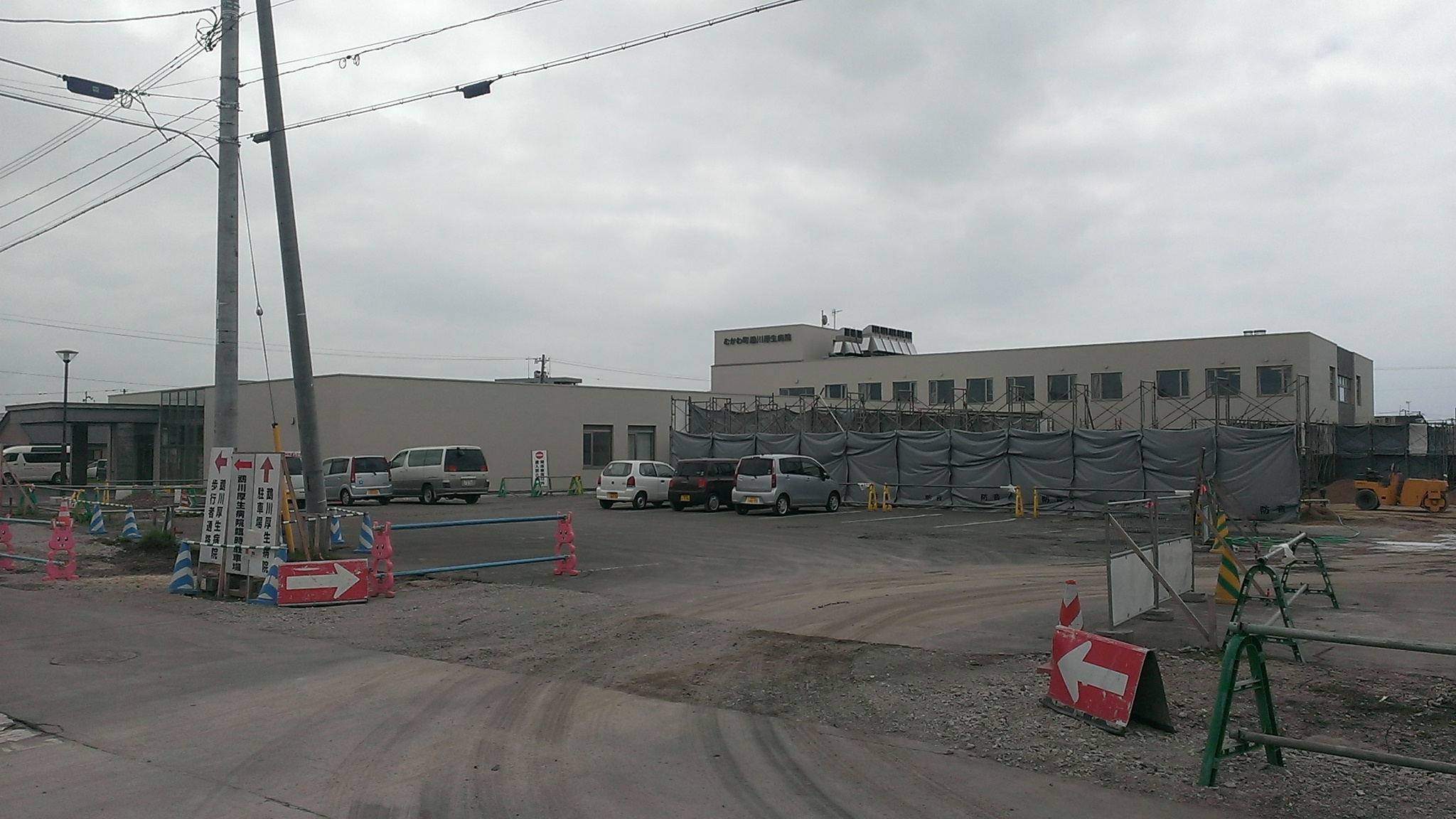
外構工事（2012年8月21日）

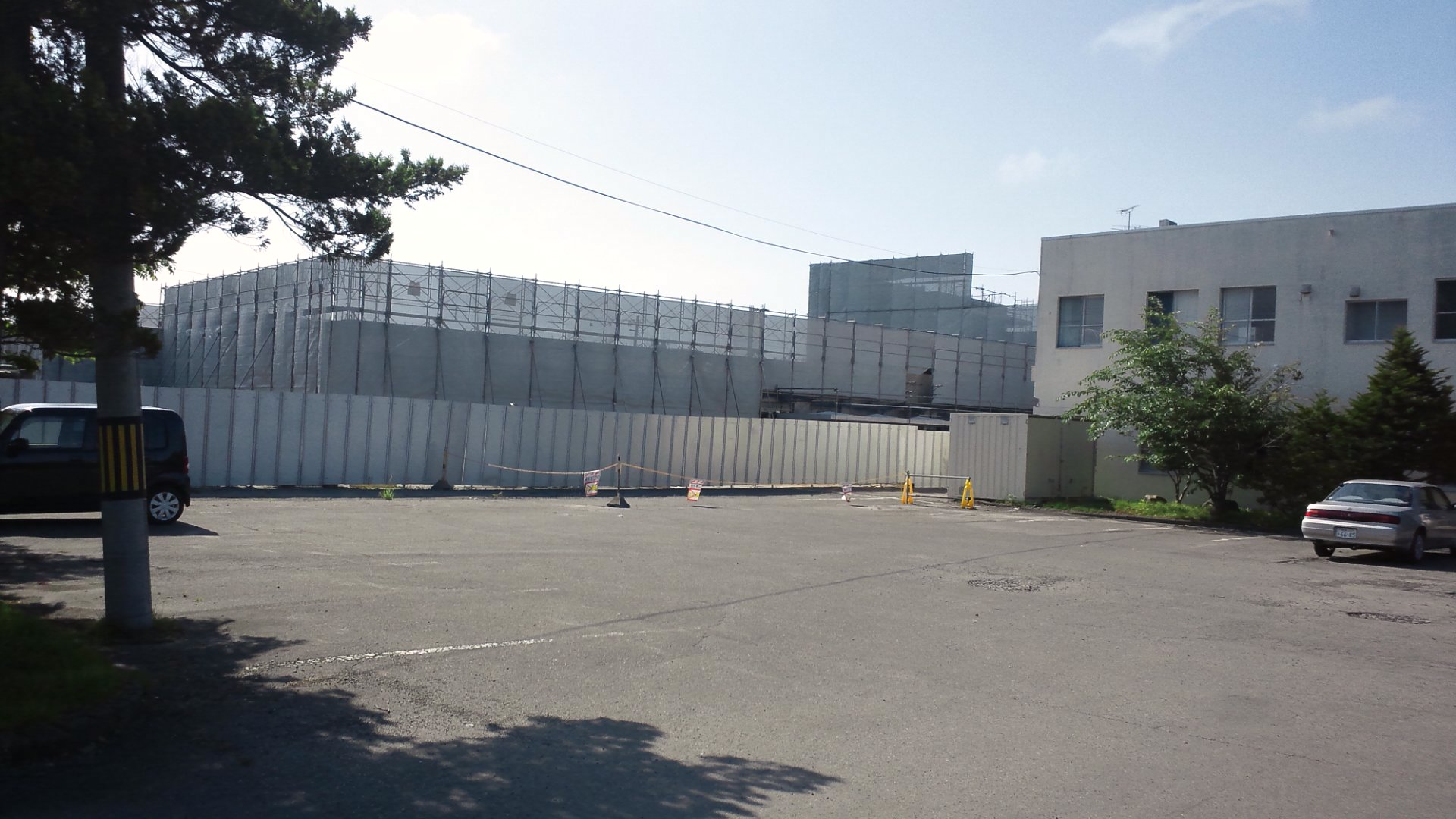
建設中の新棟（2012年8月21日）

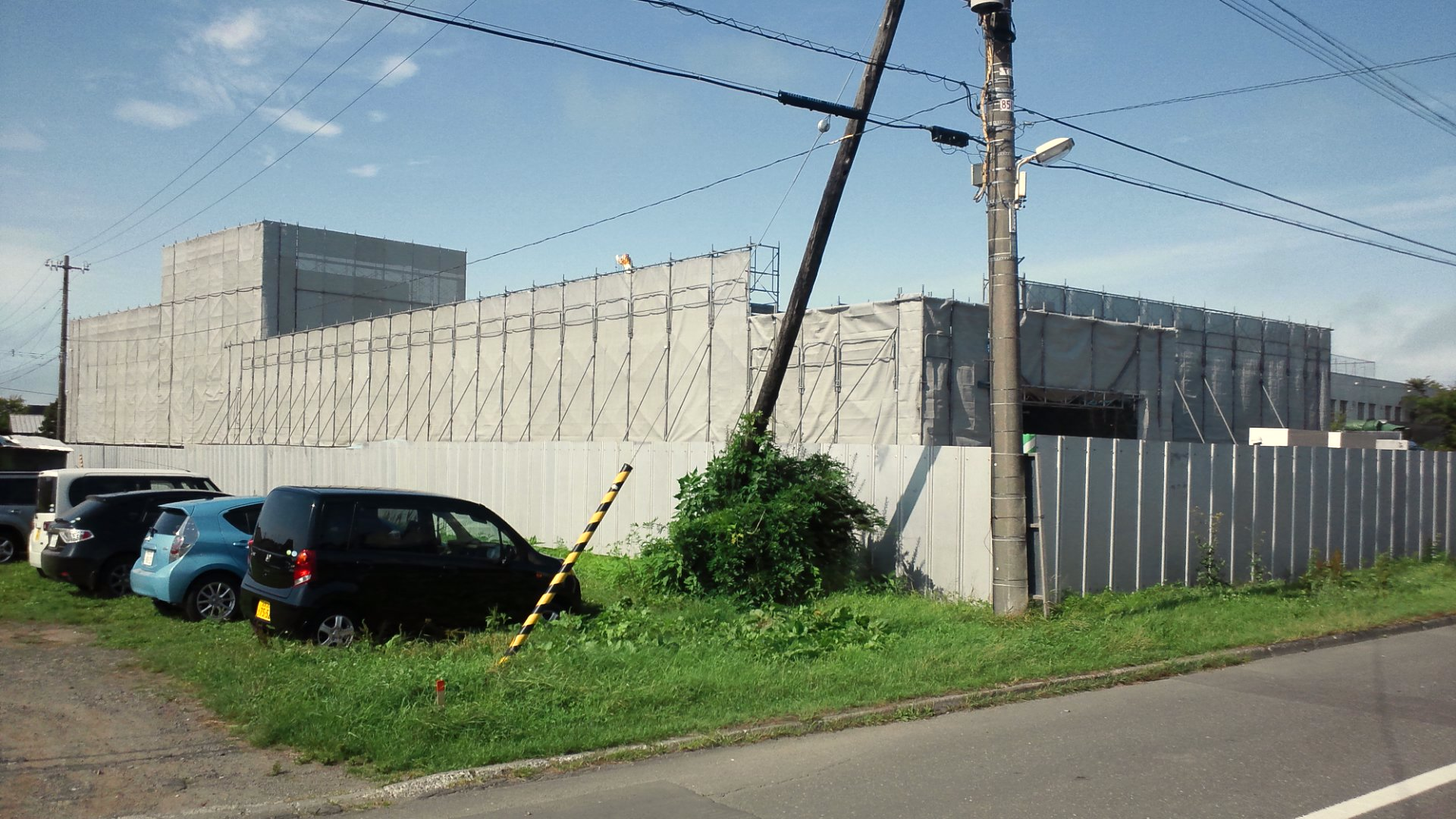
建設中の新棟（2012年8月21日）

むかわ町鵡川厚生病院（むかわちょうむかわこうせいびょういん）は、北海道勇払郡むかわ町にある病院。「むかわ町鵡川厚生病院の設置及び管理に関する条例」（平成19年12月25日 条例第27号）により設置される町立病院。指定管理者制度により、JA北海道厚生連（北海道厚生農業協同組合連合会）が運営している。

## 沿革
- 1947年（昭和22年）
  - 6月、鵡川農業会において診療所を開設。
  - 12月、「北海道農業会鵡川厚生病院」発足。
- 1948年（昭和23年）8月、農業協同組合法公布に伴い、北海道厚生農業協同組合連合会に経営を移管。
- 1967年（昭和42年）8月、診療棟および一般病棟増改築。
- 2008年（平成20年）3月、病院開設者をむかわ町へ移管。JA北海道厚生連が指定管理者として引継ぐ。名称を「むかわ町鵡川厚生病院」と改称。
- 2013年（平成25年）4月、病院改築。むかわデイケアセンター（通所リハビリ）新設オープン[1]。

## 診療科等
診療科
- 内科
- 小児科

看護部

## 交通アクセス
- 北海道旅客鉄道（JR北海道）日高本線鵡川駅より徒歩3分 (300m)。
- 道南バス「厚生病院前」停留所。